# Праути, Лерой Флетчер
Лерой Флетчер Праути (англ. Leroy Fletcher Prouty; 24 января 1917 — 5 июня 2001) — американский военный, разведчик, банкир, публицист, историк спецслужб. Занимал должность начальника специальных операций Объединённого комитета начальников штабов при президенте Джоне Ф. Кеннеди. Отставной полковник ВВС США, он ушёл с военной службы и стал руководителем банка. Впоследствии Праути стал критиком внешней политики США, особенно тайных операций Центрального разведывательного управления (ЦРУ), с которой был связан непосредственно в период своей службы. Праути был прототипом «Мистера Икс» в фильме Оливера Стоуна «Джон Ф. Кеннеди. Выстрелы в Далласе».

## Образование
Праути родился в Спрингфилде, штат Массачусетс, 24 января 1917 года. В юности увлекался музыкой и мечтал стать певцом.
В 1941 году он получил степень бакалавра Массачусетского университета в Амхерсте (в то время известного как Массачусетский государственный колледж).
Праути также в зрелом возрасте окончил Высшую банковскую школу Висконсинского университета в Мэдисоне (1966—1968).

## Вторая мировая война
Праути был призван в армию и зачислен в резерв кавалерии младшим лейтенантом 9 июня 1941 года. Начал свою военную карьеру в 4-й Бронетанковой дивизии в Пайн-Кэмп, Нью-Йорк. 1 февраля 1942 года ему присвоили воинское звание лейтенанта. Он перешел в ВВС Армии США 10 ноября 1942 года и в том же месяце выучился на пилота. Был командирован в Британскую Западную Африку в феврале 1943 года и служил в качестве пилота военно-транспортной авиации (созданное во время Второй мировой войны поздразделение Air Transport Command), обеспечивавшей снабжение военно-воздушных баз США на всех территориях их размещения.
Летом 1943 года он стал личным пилотом генерала Омара Брэдли, генерала Джона Ли и генерала Ч. Р. Смита (основателя и президента American Airlines), среди других. В октябре 1943 года он летал с группой геологической службы США в Саудовскую Аравию для подтверждения открытий нефтяных месторождений в рамках подготовки к первой Каирской конференции. Он выполнял особые поручения на Каирской конференции, а затем на встрече союзников в верхах в Тегеране с ноября по декабрь 1943 года. Он также обеспечил доставку китайской делегации, представлявшей марионеточного лидера Чан Кайши, в Тегеран.
Важной миссией, в которой участвовал Праути, была эвакуация британских коммандос, прославившихся благодаря роману «Пушки острова Наварон», участвовавших в битве при Леросе, из Лероса в Палестину.
1 февраля 1944 года он был произведен в капитаны. В 1944 году участвовал в миссии по спасению 750 американских военнопленных и нацистских разведчиков с Балкан по приказу Управления стратегических служб. Стал шеф-пилотом (1200 вылетов).
В 1945 году Праути был переведен на службу в юго-западной части Тихого океана и летал в Новой Гвинее, Лейте, а в конце войны оказался на Окинаве. Фотографировал Хиросиму в день бомбардировки. Во время капитуляции Японии его самолёт в числе группы из трёх машин произвёл посадку недалеко от Токио, доставив туда отряды личной охраны генерала Дугласа Макартура. Обратно он взял на борт американских военнопленных.

## Послевоенные годы
Между 1946—49 годами Праути был командирован армией США в Йельский университет, где он также преподавал, таким образом начав первую программу Корпуса подготовки офицеров запаса ВВС США. В 1950 году он перебрался в Колорадо-Спрингс для создания командования противовоздушной обороны. В 1952 году был назначен на службу в Японии, где в это время шла Корейская война, и служил военным менеджером международного аэропорта Токио (Ханеда) во время оккупации США.
Праути был назначен координировать операции ВВС США и ЦРУ в 1955 году. В благодарность за эту работу ЦРУ представило его ордену «Легион почёта» ВВС США. Он был произведён в полковники и был направлен на службу в штаб-квартиру Министерства обороны.
В период создания при министре Роберте Макнамаре Разведывательного управления МО и с прекращением деятельности Управления специальных операций ЦРУ он был переведен в Управление Объединённого комитета начальников штабов для создания аналогичной всемирной разведывательной службы для «Военной поддержки тайных операций ЦРУ» («Military Support of the Clandestine Operations of the CIA»), как того требовала новая директива Совета национальной безопасности 5412 от марта 1954 года. Прописал эту политику в сотрудничестве с ВВС и ЦРУ. Создал сверхсекретную сеть военной поддержки и коммуникационную систему. Направлялся шефом ЦРУ Алленом Даллесом для встреч с представительствами этого ведомства по всему миру в 1956 году. Руководил участием ВВС в бесчисленных операциях ЦРУ в этот период.
В 1962—1963 годах Праути возглавлял управление специальных операций Объединённого комитета начальников штабов.
Он был прикомандирован как офицер военного сопровождения к группе высших должностных лиц, которые посетили Южный полюс 10—28 ноября 1963 гола, чтобы запустить атомную электростанцию для обогрева, света и опреснения морской воды на базе ВМС США в проливе Мак-Мердо, Антарктида. 
Выйдя в отставку в качестве полковника ВВС США в 1964 году, он был награждён одной из первых трех благодарственных медалей за совместную службу генералом Максвеллом Д. Тейлором, председателем Объединённого комитета начальников штабов.

## После отставки
В 1964—65 годах Праути работал в General Aircraft Corporation, разрабатывавшей и строившей самолёты для ВВС США и ЦРУ.
затем три года (до 1968) был вице-президентом и руководителем отделения First National Bank в Пентагоне. Работал вице-президентом по маркетингу Madison National Bank с 1968 по 1971 год.
Праути работал старшим директором по связям с общественностью компании Amtrak в 1970-е годы, а также директором Национального фонда железных дорог и музея. Он является автором нескольких книг, в том числе «Секретная команда: ЦРУ и его союзники, контролирующие Соединенные Штаты и мир» и «Джон Ф. Кеннеди: ЦРУ, Вьетнам и заговор с целью убийства Джона Ф. Кеннеди». Он является автором многочисленных статей о железных дорогах, включая статьи о железнодорожной инженерии и зарубежных железнодорожных технологиях для энциклопедий McGraw-Hill.
В 1973 году вышла его первая книга «Секретная команда», в которой Праути назвал ЦРУ и «холодную войну» прикрытием, которое позволило элементам военного и разведывательного сообщества действовать от имени «высокой клики» промышленников и банкиров. Книга была воспринята серьёзно на волне Уотергейта и Документов Пентагона, а также разногласий вокруг поставок Иран-Контрас и информации о связях ЦРУ с наркоторговлей. Многие из его разоблачений подтвердились.
В 1974 году издательство Ballantine выпустило книгу в мягкой обложке для массового рынка, однако она сразу стала библиографической редкостью. Праути считал, что тираж попросту был изъят из продажи.
Праути был приглашён как технический консультант на съёмки фильма Оливера Стоуна «Джон Ф.Кеннеди. Выстрелы в Далласе» 1991 года. Он послужил прототипом таинственного Мистера «Икс» (которого играет Дональд Сазерленд), помогающего Джиму Гаррисону в фильме.
Последующие книги Праути издавало маленькое независимое Birch Lane Press. Полковник оставался активным до последних дней, публикуя комментарии на своем персональном сайте.
Полковник Праути скончался 5 июня 2001 года в Александрийской больнице в Александрии, штат Вирджиния, после неудачной хирургической операции. Его поминальная служба состоялась на следующий день в часовне Форт-Мейер. Он был с почестями похоронен на Арлингтонском национальном кладбище.

## Спорные претензии
Как критик ЦРУ, Праути указывал на его влияние в глобальных вопросах, выходящее за рамки контроля со стороны Конгресса и правительства США. В его работах подробно рассказывается о формировании и развитии ЦРУ, истоках холодной войны, инциденте с U-2, войне во Вьетнаме и убийстве Джона Ф. Кеннеди. Праути писал, что, по его мнению, убийство Кеннеди было государственным переворотом, и что существует скрытая глобальная «правящая элита», которая тайно действует для защиты своих интересов — и тем самым часто подрывает демократию во всем мире.

### Александр Баттерфилд
12 июля 1975 года, перед закрытым допросом, проводившимся персоналом Специального комитета по разведке Палаты представителей, Праути сказал репортерам, что участник Уотергейтского скандала Александр Баттерфилд был контактным лицом ЦРУ в Белом доме. Он сказал, что узнал эту информацию более четырёх лет назад от Э. Говарда Ханта, работая в Национальной лиге семей военнопленных. Праути отметил, что большинство департаментов федерального правительства, в том числе Налоговая служба и Министерство финансов, имеют внутри аналогичных сотрудников ЦРУ и что роль Баттерфилда была известна бывшему президенту Ричарду Никсону. Сенатор Фрэнк Чёрч заявил, что его комиссия по изучению правительственных операций в отношении разведывательной деятельности не обнаружила никаких доказательств того, что ЦРУ внедрило тайного агента в Белый дом или другие правительственные учреждения.
Несколько дней спустя Праути частично повторил свои комментарии в телефонном интервью: «Возможно, они назвали мне неправильное имя, чтобы скрыть настоящего информатора». В телефонном заявлении в UPI в тот же день Баттерфилд назвал обвинения отставного полковника «полностью ложными и клеветническими» и заявил, что никогда не встречался и не видел Ханта и только недавно услышал о Праути. В интервью CBS News с базы ВВС Эглин, где он отбывал тюремный срок за участие в Уотергейтском скандале, Хант отверг обвинения, назвав это «неудачным изобретением со стороны мистера Праути». Однако в интервью CBS Праути снова подтвердил, что именно Хант рассказал ему о Баттерфилде.
19 июля Чёрч заявил, что его комитет обнаружил, что «нет никаких доказательств», подтверждающих утверждения Праути, и исключил возможность, что Баттерфилд служил офицером связи ЦРУ. Чёрч также заявил, что «на тщательном допросе г-н Праути не смог обосновать свое более раннее заявление и признал это».
Тем не менее Баттерфилд никогда не подавал в суд на Флетчера Праути, и факт остается фактом: именно его свидетельство перед Уотергейтским комитетом о том, что Ричард Никсон записывал встречи, которые он проводил в Белом доме, явилось поворотным моментом в расследовании. Баттерфилд также признал, что он знал, что «это, вероятно, единственное, что президент не хотел бы раскрывать». Именно эти записи привели к уходу Никсона с должности.

### Убийство Кеннеди
По мнению Праути, убийство Кеннеди произошло в результате заговора лиц в разведывательном и военном сообществе правительства Соединённых Штатов. Он считал их действия государственным переворотом с целью помешать президенту взять под контроль ЦРУ после операции в бухте Кочинос. Праути утверждал, что непосредственным организатором убийства был Эдвард Лэнсдейл («Генерал Y» в фильме Оливера Стоуна «Джон Кеннеди. Выстрелы в Далласе» и что Лэнсдейл появлялся на фотографиях «трёх бродяг» — двух штатных сотрудников ЦРУ и одного агента, которых запечатлели репортёры во время убийства Кеннеди и которых впоследствии обвиняли в соучастии в нем.
В 1975 году Праути участвовал в пресс-конференции публициста Ричарда Спрэга в Нью-Йорке, на которой было представлено множество собранных Спрэгом фотографий, которые, по мнению Спрэга и Праути, являются документальным доказательством заговора. По словам Праути, движение Кеннеди после того, как пуля попала ему в голову, соответствовала выстрелу с травянистого холма. Он также предположил, что действия «человека с зонтиком» были подозрительными.

### Саентология
В 1980-х годах Праути был нанят Саентологической церковью в качестве консультанта для расследования военного послужного списка Л. Рона Хаббарда. Хаббард, основатель саентологии, утверждал, что он получил боевые травмы во время службы в армии во время Второй мировой войны и исцелил себя с помощью мер, которые впоследствии стали дианетикой. Однако военный послужной список Хаббарда не показывает, что он был ранен в бою. Официальные лица церкви заявили, что эти записи были неполными и могли быть сфальсифицированы. По словам представителя Церкви Саентологии Томми Дэвиса, Праути сообщил, что Хаббард был агентом разведки, и из-за этого были созданы два набора правительственных документов, документирующих его службу.

## Cемья
Супруга Элизабет, сын Дэвид, дочери Джейн и Лорен.

## Интервью
- «An Interview with Colonel Fletcher Prouty» Архивная копия от 23 января 2017 на Wayback Machine. All Things Considered…, NPR (Washington, D.C.) 22 March 1973.
- «Understanding Special Operations and Their Impact on the Vietnam War Era: 1989 Interview with L. Fletcher Prouty», by David T. Ratcliffe Архивная копия от 1 августа 2020 на Wayback Machine. Rat Haus Reality Press, 1989.
- «An Interview with ‘Mr. X’», by Gary James. Syracuse, NY: Table Hoppers, Vol. 1, No. 1, March 30, 1995.

### Статьи
- «Focus on the Power of the CIA: Curbing the CIA: Does Rocky Want to Do It?». Genesis, pp. 105–108.
- «The Shadow of Dallas». Genesis.
- «The Betrayal of JFK Kept Fidel Castro in Power: The Second in a Series of Investigative Reports». Gallery.
- «The Greatest Cover-up». Genesis, November 1974.
- «An Introduction to the Assassination Business». Gallery, September 1975.
- «The Forty Committee». Genesis, February 1975.
- «How the CIA Controls President Ford». Genesis, July 1975.
- «The Guns of Dallas». Gallery, October 1975.
- «The United States Military Consists of the Army, The Air Force, The Navy and Marines, and The Fourth Force» Архивная копия от 6 октября 2020 на Wayback Machine. Gallery, December 1975.
- «James Earl Ray: Wrong Man in Jail».
- «The Guns of Dallas: Update» Архивная копия от 10 мая 2020 на Wayback Machine. Gallery, May 1976.
- "Indonesia 1958: Nixon, the CIA, and the Secret War " Архивная копия от 25 октября 2020 на Wayback Machine. Gallery, August 1976.
- «The Sabotaging of the American Presidency». Gallery, January 1978.
- «The Umbrella Man». Gallery, May 1976.
- «Transportation at the Crossroads». Traffic Quarterly. Eno Transportation Foundation. Vol. 35, No. 3, 1981, pp. 385–399. ISSN 0041-0713 OCLC 33850586
- «COINTELPRO: Alive and Well in America». Freedom, April-May 1985.
- «Building to the Final Confrontation: John F. Kennedy vs. the CIA» Архивная копия от 10 мая 2020 на Wayback Machine. Freedom, July 1986.
- «JFK’s Plan to End the Vietnam Warfare». Freedom, January 1987.
- «Setting the Stage for the Death of JFK: Part XVIII in a Series on the Central Intelligence Agency». Freedom, February/March 1987.
- «Who Really Ran the Oliver North Operation?». The New York Times, 22 December 1988.

### Книги
- The Secret Team. Inglewood Cliffs, NJ: Prentice-Hall, 1973. ISBN 0-13-798173-2 Full text available at Internet Archive and Ratical.org Архивная копия от 21 сентября 2020 на Wayback Machine.
- JFK: The CIA, Vietnam, and the Plot to Assassinate Kennedy. New York, NY: Birch Lane Press, 1992. ISBN 1559721308. 366 pages. Introduction by Oliver Stone.

### Главы в книгах
- «Anatomy of Assassination». Uncloaking the CIA. Conference on the CIA and World Peace at Yale University, 1975. 288 pages.
- «Kennedy’s Policy on Vietnam Led to His Murder». Assassination of John F. Kennedy. San Diego, CA: Greenhaven Press, 2003. ISBN 9780737713558, ISBN 9780737713541. 112 pages.

### Статьи о Праути
- John McAdams, «L. Fletcher Prouty: Fearless Truth Teller, or Crackpot?» Архивная копия от 1 ноября 2020 на Wayback Machine, John McAdams' The Kennedy Assassination website
- «The JFK 100: The Mystery Man, ‘X’» Архивная копия от 1 ноября 2020 на Wayback Machine, JFK-online.com